# Johann Zacharias Fürst
Johann Zacharias Fürst (* 17. Jahrhundert in Dettelbach; † 1701 in Koblenz) war ein deutscher Mediziner und Leibarzt des Kurfürsten von Trier.

## Leben
Johann Zacharias Fürst studierte ab 1671 an der Universität Leipzig Medizin und wurde 1674 an der Universität Erfurt bei Eckard Leichner (1612–1690) promoviert.
Fürst wirkte als Arzt in Hildesheim und später als kurtrierischer Leibarzt in Koblenz.
Am 1. Oktober 1684 wurde Johann Zacharias Fürst mit dem akademischen Beinamen Aeolus als Mitglied (Matrikel-Nr. 124) in die Leopoldina aufgenommen.

## Schriften
- Disputatio Medica Inauguralis De Mania. Kirsch, Erfurt 1674 Digitalisat
- Dialogus hygiasticus id est colloquium physico-medicum inter hygiophilum et iatrophilum. Andreas Deutschmann, Frankfurt 1692 Digitalisat